# Оґінець

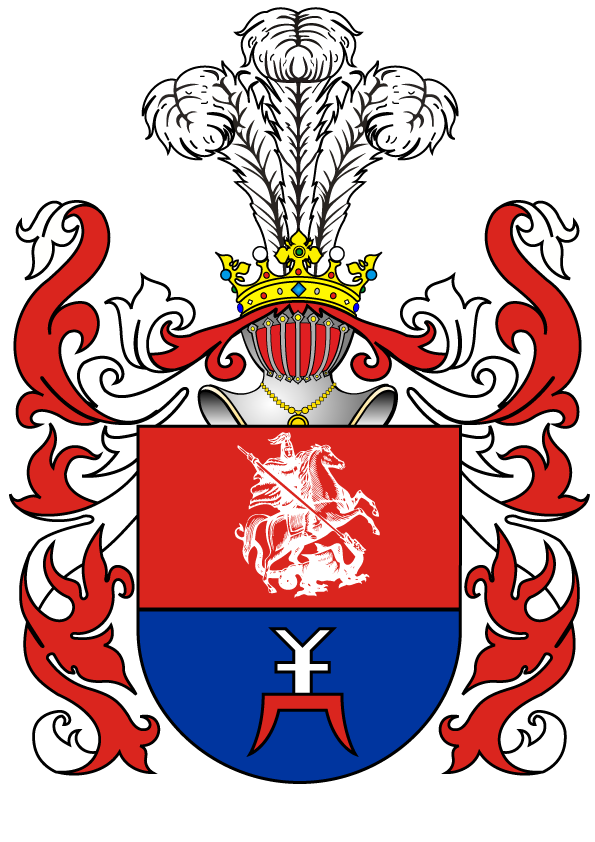
Герб Огинських

Оґінець, Оґінський (пол. Ogiński) — родовий шляхетський герб.

## Опис
У блакитному полі фортечні ворота або престол червоного кольору, над ним срібний хрест або скіпетр.